# Canciones para la luna: sinfónico en vivo
Canciones para la luna - Sinfónico en vivo  es el primer disco de Belanova en formato sinfónico donde todas las canciones fueron modificadas y tocadas con una orquesta sinfónica. Fue grabado en el Roberto Cantoral Cultural Center el 2 de septiembre y salió a la venta en formato digital a través de una promoción de Pepsi el 8 de octubre con solo 10 canciones. Hasta el 13 de diciembre presentó Belanova en formato físico y mediante un DVD con un total de 15 canciones y videos

## Sencillos
El primer sencillo fue "Sólo Dos" el cual era oficialmente lanzado el 8 de octubre de 2013, en su canal de vídeo Vevo Belanova, logrando los sitios más altos de popularidad en México
El segundo sencillo, "Por Ti" es una canción original del álbum Dulce Beat pero con ritmos cambiantes y orquesta sinfónica que fue un regalo para sus fanáticos de su carrera temprana.
Para cerrar con la promoción de sencillos Belanova cerro de disco con la canción "No Voy a Parar" con el cantante Jay de la Cueva del grupo Moderatto, el cual fue lanzado oficialmente el 25 de julio de 2014 siendo el tercer sencillo y final de la banda. Otros colaboradores en el álbum fueron las cantantes Sofi Mayen y Renee Moi, el vocalista Javier Blake (División Minúscula), el guitarrista César “El Vampiro” López (ex Maná y Jaguares), y el tecladista Alejandro Rosso (Plastilina Mosh).

## Lista de canciones
| Edición Estándar |                                                 |          |  |
| N.º              | Título                                          | Duración |  |
| 1.               | «Tus Ojos»                                      | 3:45     |  |
| 2.               | «Niño»                                          | 3:57     |  |
| 3.               | «Rosa Pastel»                                   | 3:03     |  |
| 4.               | «Cada Que...» (Con Javier Blake)                | 4:30     |  |
| 5.               | «Juegos de Amor» (Inédita)                      | 3:49     |  |
| 6.               | «Escena final»                                  | 4:21     |  |
| 7.               | «Me pregunto»                                   | 3:51     |  |
| 8.               | «No me voy a morir»                             | 4:11     |  |
| 9.               | «Y aun así te vas»                              | 4:21     |  |
| 10.              | «Sólo dos» (Inédita)                            | 3:54     |  |
| 11.              | «No voy a parar» (Inédita)(Con Jay de la Cueva) | 3:19     |  |
| 12.              | «Suele Pasar»                                   | 3:32     |  |
| 13.              | «Mírame»                                        | 3:21     |  |
| 14.              | «Por Ti»                                        | 4:00     |  |
| 15.              | «One, Two, Three, GO!»                          | 3:17     |  |
| 57:11            |                                                 |          |  |

| Lanzamiento Previo con Pepsi |                                  |          |  |
| N.º                          | Título                           | Duración |  |
| 1.                           | «Tus Ojos»                       | 3:05     |  |
| 2.                           | «Niño»                           | 4:02     |  |
| 3.                           | «Cada Que...» (Con Javier Blake) | 4:31     |  |
| 4.                           | «Juegos de Amor» (Inédita)       | 3:49     |  |
| 5.                           | «Escena Final»                   | 4:19     |  |
| 6.                           | «Me Pregunto»                    | 3:50     |  |
| 7.                           | «No Me Voy A Morir»              | 4:11     |  |
| 8.                           | «Sólo dos» (Inédita)             | 4:07     |  |
| 9.                           | «Mírame»                         | 3:18     |  |
| 10.                          | «One, Two, Three, GO!»           | 2:51     |  |
| 38:03                        |                                  |          |  |